# Mill Brook (dopływ Pepacton Reservoir)
Mill Brook – rzeka w stanie Nowy Jork, w hrabstwach Delaware oraz Ulster, uchodząca do zbiornika retencyjnego Pepacton Reservoir. Zarówno powierzchnia zlewni jak i długość cieku nie są znane.